# Argusto
Argusto (Argùstu in calabrese) è un comune italiano di 412 abitanti della provincia di Catanzaro in Calabria.

## Geografia fisica
È posto a 530 metri s.l.m. sul versante orientale delle Serre, alle pendici del monte Pizzinni (m 918).

## Origini del nome
Il nome Argusto potrebbe derivare dal latino Arbustum ossia "piantagione di alberi", dal greco Argastos la cui traduzione è "non lavorato" o per altri deriverebbe da un cognome di origine greca non specificato.

## Monumenti e luoghi d'interesse
Le maggiori architetture storiche sono il Palazzo Parisi, con uno splendido portone in legno; il Palazzo Grassi con una balconata in ferro di pregevole fattura; altri luoghi storici molto importanti sono il ponte di Sofia, che prende il nome da una ragazza protagonista di una leggenda su questo ponte di epoca medievale (secoli XI-XII); il rudere del monastero di Santa Maria della Sanità; i resti di un antico fabbricato in località Campo; infine la Chiesa matrice intitolata al patrono sant'Ilario di Poitiers.

## Società

### Evoluzione demografica
Abitanti censiti

## Infrastrutture e trasporti
Il comune è interessato dalle seguenti direttrici stradali:
- delle Serre
- Trasversale delle Serre

## Amministrazione
| Periodo        | Periodo        | Primo cittadino          | Partito                            | Carica  | Note |
| -------------- | -------------- | ------------------------ | ---------------------------------- | ------- | ---- |
| 6 giugno 1993  | 27 aprile 1997 | Angelo Raffaele Bertucci | Partito Democratico della Sinistra | sindaco |      |
| 27 aprile 1997 | 13 maggio 2001 | Angelo Raffaele Bertucci | Partito Democratico della Sinistra | sindaco |      |
| 13 maggio 2001 | 29 maggio 2006 | Vincenzino Daniele       | lista civica di centro-sinistra    | sindaco |      |
| 29 maggio 2006 | 16 maggio 2011 | Vincenzino Daniele       | lista civica di centro-sinistra    | sindaco |      |
| 16 maggio 2011 | 5 giugno 2016  | Valter Matozzo           | lista civica "Amare Argusto"       | sindaco |      |
| 5 giugno 2016  | 4 ottobre 2021 | Valter Matozzo           | lista civica "Amare Argusto"       | sindaco |      |
| 4 ottobre 2021 | in carica      | Valter Matozzo           | lista civica "Amare Argusto"       | sindaco |      |